# 女王奖学金
在英屬馬來亞，女王奖学金（Queen's Scholar）是海峡殖民地政府颁发的奖学金，獎學金獲得者可以前往英国继续深造。

## 历史
1885年，為了纪念维多利亚女王，海峡殖民地总督史密斯创立了高級奖学金（Higher Scholarships），此外史密斯設立獎學金的目的是為了讓有前途的男孩有机会前往英国完成学业，并鼓励更多男孩留在学校接受教育。从1885年到 1890年期间，高等奖学金只颁发给海峡殖民地的顶尖男學生。此后高等奖学金更名为女王奖学金，并且所有英国公民均有機會獲得。女王奖学金的获得者將前往剑桥大学或牛津大学学习。
女王奖学金于1911年终止頒發，但于 1931 年恢复。1940年，女王奖学金的頒發工作被移交给由新加坡莱佛士学院教务委员会任命的选拔委员会。1959年，女王奖学金被马来西亚的最高元首奖学金和新加坡的国家奖学金（即现在的新加坡总统奖学金）所取代。